# Добин, Ефим Семёнович
Ефи́м Семёнович До́бин (2 [15] апреля 1901 или 15 апреля 1901, Корсунь, Киевская губерния — 15 сентября 1977, Ленинград) — советский публицист, литературовед, киновед, критик. Кандидат филологических наук (1935).

## Биография
Родился 15 апреля 1901 года в местечке Корсунь Каневского уезда Киевской губернии, ныне Корсунь-Шевченковский, Украина, в семье Шимона Добина. Племянник Моти Добина. В 1916—1919 годах учился там в гимназии. Весной 1917 года вступил в Бунд, в июне 1919 года — в КП(б)У. С сентября 1920 по март 1921 года служил красноармейцем в управлении по формированию 12-й армии.
Был секретарём еврейской секции и членом коллегии политического просвета в Киевском и Харьковском губернских комитетах и затем в ЦК коммунистического союза молодёжи Украины, ЦК РКСМ, редактором молодёжного журнала, издававшегося еврейской секцией при Киевском союзе молодежи. В 1923 году переехал в Москву для работы в еженедельнике «Юнгвалд». В 1924—1926 годах работал в детском журнале «Пионер» на идиш. Журнал сыграл большую роль в становлении молодого поколения еврейских литераторов. Основатель и первый редактор журнала «Знание — сила».
С апреля 1926 года служил во флоте: преподаватель политэкономии в Военно-морском училище им. Фрунзе, затем преподаватель экономполитики в Артиллерийско-технической школе. В 1929 году отозван Ленинградским губернским комитетом ВКП(б) для работы ответственным секретарём ЛАПП. С этого времени публиковал литературно-критические статьи.
В 1931 году поступил в аспирантуру Института языка и литературы Комакадемии. По окончании аспирантуры в 1933 году назначен заместителем ответственного редактора журнала «Литературная учёба», куда его пригласил Максим Горький. В 1934 году, когда журнал был переведён в Москву, перешёл на работу заведующим сектором критики и литературоведения Ленгослитиздата. В конце 1935 года получил учёную степень кандидата филологических наук без защиты диссертации. В 1936—1937 годах — ответственный редактор газеты «Литературный Ленинград». В 1938—1941 и 1945—1951 годах — старший редактор сценарного отдела киностудии «Ленфильм».
В годы Великой Отечественной войны — редактор многотиражной газеты соединения, а затем корреспондент газеты «Красный флот» Краснознамённого Балтийского флота. Демобилизован в июне 1945 года в звании майора. В 1947—1966 годах — старший научный сотрудник сектора кино Ленинградского государственного института театра, музыки и кинематографии.
Автор литературоведческих и киноведческих работ. Опубликовал статьи о творчестве Анны Ахматовой, Александра Фадеева, Александра Прокофьева, Юрия Германа, Виктора Некрасова, Веры Пановой, Ольги Берггольц, Даниила Гранина и других, как правило, ленинградских писателей.
Скончался 15 сентября 1977 года в Ленинграде. Похоронен в Комарове.